# МакРей Джон
Джон Родни МакРей (англ. John Rodney McRae; 20 ноября 1934 — 28 июня 2005) — американcкий убийца, который был подозреваемым в совершении серийных убийств юношей на территории двух штатов США. У Джона МакРея преобладала тяжелая совокупность социально-психологических свойств и качеств. Совершив свое первое убийство в возрасте 15 лет, МакРей отбыл в тюремном заключении 21 год, после чего успешно прошел социальную адаптацию в обществе и заслужил хорошую репутацию, но впоследствии в связи с различными обстоятельствами, влияющими именно на рецидивную преступность он по версии следствия совершил еще несколько убийств. Свою вину МакРей не признал.

## Ранние годы
Джон Родни МакРей родился 20 ноября 1934 года в небольшом городе Белвилл, (округ Уэйн, штат Мичиган) в семье Джона Александера МакРея и Джозефин Смит МакРей. Имел младшую сестру. В начале 1940-х его родители покинули территорию штата Мичиган и переехали в город Форт-Уэйн (штат Индиана), где Джон некоторое время посещал военную школу. В 1946 году его родители вернулись на территорию штата Мичиган. Они остановились в пригороде Детройта под названием Сент-Клэр-Шорс, где его отец нашел жилье на берегу озера Сент-Клэр. Оба родителя Джона вели законопослушный образ жизни, не имели  проблем с законом и вредных привычек, отрицательно влияющих на быт, здоровье детей и благосостояние семьи в целом. В Сент-Клер-Шорс Джон посещал школу «Lakeview High School». В школьные годы МакРей занимался спортом и входил в школьную команду по американскому футболу, в то же время он начал демонстрировать девиантное поведение. В 1948 году он вместе с приятелем сбежал из дома. Парни были объявлены в розыск, они были впоследствии обнаружены на территории города Форт-Уэйн, где Джон работал поденщиком в одной из автомастерских города. К 15 годам МакРей имел рост 172 см и вес 90 кг, но не пользовался популярностью в школе и в округе из-за своего агрессивного и деструктивного поведения, которое он проявлял по отношению к другим детям и ученикам в школе. Вследствие этого Джон подвергался дисциплинарным взысканиям со стороны администрации школы и заслужил репутацию хулигана.  В этот период он был неоднократно замечен за порчей чужого имущества, в воровстве денег у своих родителей, в краже алкогольных напитков из магазинов, угоне автомобилей и лодок, а также в жестоком обращении с животными. Также в этот период он стал демонстрировать признаки сексуального расстройства, подвергая нападениям и сексуальным домогательствам  девочек и мальчиков, которые были значительно младше его возраста.

## Убийство Джозефа Хауси
В начале сентября 1950 года в Сент-Клэр-Шорз пропал без вести 8-летний Джозеф Хауси. Поисковая операция, организованная полицией при участии местных жителей увенчалась успехом 23 сентября того же года, когда изувеченное тело ребенка было обнаружено в лесистой местности на расстоянии двух кварталов от его дома. Джозефу Хауси перерезали бритвой яремную вену и сонную артерию на шее, а также кровеносные сосуды на обоих запястьях, после чего ему нанесли несколько тяжелых ударов камнем по голове. После убийства мальчик был похоронен в неглубокой могиле, накрытой небольшой бетонной плитой, которая в течение следующих дней была размыта дождями, благодаря чему могила в конечном итоге была обнаружена. На основании судебно-медицинской экспертизы было установлено что мальчик подвергся сексуальному насилию .
Джон МакРей жил неподалеку от дома Хауси и был в числе волонтеров, помогавших полиции в поисках мальчика. Как и большинство местных подростков, он подвергался допросам со стороны сотрудников правоохранительных органов. В ходе расследования он попал в число подозреваемых после того, как он якобы случайно обнаружил  местонахождение автомобильной фары, которой играл Джозеф Хауси в день своего исчезновения. МакРей не смог предоставить алиби на день исчезновения мальчика, после чего сотрудники правоохранительных органов явились к нему домой с предложением провести тестирование на полиграфе с целью доказать его причастность или исключить его из числа подозреваемых, однако за день до приезда полиции он сбежал из дома, оставив записку, адресованную его матери, в которой было написано примерно следующее: «Я хочу, чтобы ты знала, что я не имею ничего общего с мальчиком Хауси. Я люблю тебя и причинил тебе слишком много неприятностей» (англ. "I want yon to know I hart nothing to do with the Housey boy. I love you and I've caused you too much trouble." ). В ходе осмотра дома, полицией среди личных вещей Джона была обнаружена бритва с пятнами запекшейся крови, которая была изъята и отправлена на криминалистическую экспертизу. Джон Родни МакРей был объявлен в розыск. Он был найден через несколько дней на территории Канады в городе Сарния, где проживал его дядя, после чего Джон был доставлен в полицейский участок, где в ходе допроса 1 октября 1950 года признался в совершении убийства Джозефа Хауси. Он отказался признать факт изнасилования жертвы и не пожелал объяснить мотив совершения убийства, ссылаясь на амнезию. Также он заявил, что незадолго до побега признался в совершении убийства мальчика своей матери и своему отцу, который впоследствии это подтвердил. Отец Джона рассказал полиции, что после признания он сказал сыну примерно следующее: «Если ты это сделал, то тебе лучше сходить к озеру и начать плыть. Так будет лучше. Но запомни сын, я прошу тебя уплыть только в том случае, если ты виновен» (англ. "If you did do it, you better go out to the lake and start swimming. Its better that way. Remember son, I'm only asking you to swim if you are guilty"). Согласно свидетельствам отца МакРея, после недолгого разговора с сыном, он пожал ему руку, попросил написать ему письмо после прибытия в Канаду и проводил его до побережья. Согласно свидетельствам Джона, он сумел отплыть от берега на некоторое расстояние, но из-за упадка сил вскоре вынужден был вернуться назад, после чего угнал соседскую моторную лодку и на ней отправился в Сарнию.
В последующие месяцы Макрей отказался от своих показаний и заявил о своей невменяемости. По ходатайству его адвоката в конце октября того же года была проведена судебно-психиатрическая экспертиза, которая признала его полностью вменяемым и отдающим себе отчет в своих действиях. 21 февраля 1951 года вердиктом жюри присяжных заседателей Джон Макрей был признан виновным в совершении убийства Джозефа Хауси, на основании чего 29 февраля того же года суд назначил ему уголовное наказание в виде пожизненного лишения свободы без права на условно-досрочное освобождение. Во время вынесения приговора Джон сохранял хладнокровие и не проявил никаких эмоций. После вынесения приговора судья спросил, есть ли ему что сказать суду, но МакРей ответил отрицательно. Позже, когда журналисты задали ему тот же вопрос , он сказал: «Мне противно, вот и все» (англ. "I'm disgusted, that's all."). .

## 1951 - 1987
После суда, Джон МакРей был этапирован в тюрьму «Michigan Reformatory», которая расположена в черте города Айония. В последующие годы он освоил профессию автомеханика и прошел несколько программ по реабилитации сексуальных преступников. Будучи в заключении он не был замечен в нарушении правил и совершении противозаконных действий сопряжённых с насилием, благодаря чему не подвергался дисциплинарным взысканиям и заслужил репутацию образцового заключенного. В 1971 году после ряда постановлений Верховного суда США, которые подвергли сомнению применение смертной казни и уголовного наказания в виде пожизненного лишения свободы без права на условно-досрочного освобождения в отношении несовершеннолетних преступников, губернатор штата Мичиган Уильям Милликен своим указом заменил приговор МакРею на уголовное наказание в виде пожизненного лишения свободы с правом условно-досрочного освобождения. Джон Родни МакРей вышел на свободу 2 февраля 1972 года, получив условно-досрочное освождение, отбыв в тюремном заключении более 21 года. Он вернулся в Детройт, где при поддержке родителей вскоре нашел жилье и работу. В 1973 году он женился на Барбаре Энн Хекмэн, которая в 1974 году родила ему сына Мартина. В 1975 году Макрею было разрешено покинуть штат Мичиган, после чего он переехал на территорию штата Флорида. Он остановился в округе Бревард, где нашел жилье и работу охранника в учреждении для несовершеннолетних преступников. Согласно одной версии, МакРей при поступлении на службу предоставил фальшивые документы и тем самым утаил от администрации тюрьмы факт своей судимости, согласно другой версии - он получил должность охранника в рамках действовавшей в то время на территории штата Флориды программы социальной реабилитации лиц с тюремным прошлым.
В этот период Джон МакРей несколько раз попадал под подозрение полиции в связи со случаями исчезновения местных детей. Так 28 апреля 1977 года  пропал без вести 13-летний Кит Флемминг. Перед своим исчезновением мальчик покинул дом друга и в последний раз был замечен живым на шоссе возле пляжа, в нескольких сотнях метрах от дома Джона МакРея. По версии следствия Флемминг, который пытался добраться до своего дома автостопом, добровольно сел в автомобиль МакРея, после чего Джон убил парня. В рамках расследования, МакРей был допрошен сотрудниками полиции, но так как никаких улик, изобличающих МакРея в совершении похищения и убийства найдено не было, он не был арестован. Дальнейшая судьба Кита Флеминга неизвестна, его местонахождение как и его тело так никогда и не были обнаружены.
Через два года Джон Макрей снова попал в поле зрения полиции после исчезновения 12-летнего Киплинга Хесса. В последний раз Киплинг был замечен живым 27 марта 1979 года идущим по дороге в школу на территории местности Мерритт-Айленд. Однако в тот день он так и не явился на занятия, после чего пропал без вести. Уходя из дома мальчик оставил записку адресованную его родителям, в которой говорилось: «До свидания, мама и папа». В ходе расследования Джон МакРей стал главным и единственным подозреваемым в деле исчезновения Хесса, так как было установлено что Джон и его сын Мартин познакомились с Киплингом на церковной католической ярмарке за несколько дней до его исчезновения. Как и в случае с убийством Джозефа Хауси, Джон МакРей присоединился к числу волонтеров и помогал полиции в поисках Хесса вплоть до того, как стал подозреваемым. После окончания поисковых мероприятий, МакРей был допрошен. В его апартаментах и в салоне его автомобиля был проведен обыск, но никаких улик, изобличающих его в причастности к исчезновению ребенка обнаружено не было. Дальнейшая судьба Киплинга Хесса, как и судьба Кита Флеминга осталась неизвестной. По версии следствия Хесс был убит, но его тело так никогда и не было найдено.
12 декабря 1979 года в тюрьме «Brevard Correctional Institution», где работал МакРей произошел побег. Побег был организован 20-летним заключенным по имени Чарльз Эдвард Коллинвуд, который отбывал уголовное наказание в виде четырех лет лишения свободы за угон автомобиля. Из-за отсутствия дисциплинарных взысканий и правонарушений, Коллинвуд отбывал наказание на облегченных условиях содержания в секции минимальной безопасности. Днем 12 декабря Коллинвуду разрешено было заняться ландшафтными работами за пределами тюремного учреждения при наличии минимального числа персонала охраны, после чего улучив момент он сбежал. Во время расследования инцидента были установлены косвенные доказательства того, что побег Коллинвуда был организован при участии Джона МакРея. Ряд осведомителей из числа заключенных заявили администрации тюрьмы, что МакРей на протяжении нескольких месяцев подвергал Колинвуда сексуальным домогательствам, после чего Коллинвуд  начал шантажировать Джона угрозами разоблачения. Сам Джон МакРей во время расследования отрицал факт гомосексуальной связи с заключенным, заявив что его с Коллинвудом связывали только деловые отношения, так как согласно его свидетельствам Коллинвуд сам являлся осведомителем и за материальное вознаграждение передавал ему нужную информацию о деятельности других заключенных.  Поиски Чарльза Коллинвуда, организованные полицией округа не увенчались успехом. Его местонахождение установить не удалось и его дальнейшая судьба осталась неизвестной. По версии следствия, оказавшись на свободе, Чарльз Коллинвуд был убит Джоном МакРеем. В конечном итоге доказательств причастности МакРея к совершению побега Чарльза Коллинвуда не нашлось и ему не было предъявлено никаких обвинений, но в 1980 году Джон был вынужден уволиться из числа персонала охраны тюрьмы «Brevard Correctional Institution», после чего он покинул территорию штата Флорида и вернулся в Мичиган. Он остановился на территории округа Клэр, где купил трейлер и установил его на арендованом участке земли.
В сентябре 1987 года МакРей снова попал в поле внимание полиции после того как 15 сентября того же года пропал без вести 15-летний Рэнди Лауфер. Подросток являлся близким другом Мартина МакРея, сына Джона, учился с ним в одной школе, был знаком с самим Джоном и неоднократно бывал в его трейлере. МакРей был допрошен, но в ходе расследования, улик, изобличающих его в причастности к исчезновению подростка обнаружено не было, тем не менее через несколько месяцев после исчезновения Рэнди Лауфера Джон МакРей вместе с женой и сыном в очередной раз покинул территорию штата Мичиган и переехал в город Меса, штат Аризона.

## Обвинение в совершении убийства Рэнди Лауфера
В августе 1997 года на территории округа Клэр землевладелец, на участке земли которого располагался трейлер Джона МакРея, в ходе работ по перемещению бетонных плит, на которых стоял трейлер - обнаружил человеческий скелет. В ходе судебно-медицинской экспертизы было установлено, что скелет принадлежит Рэнди Лауферу. По следам сколов на костях позвоночника и тазовой кости, судебно-медицинский эксперт заявил, что перед смертью Лауфер подвергся пыткам и получил множество ударов в различные части тела с помощью ножа. Используя кости в качестве доказательства, 15 октября того же года 63-летний Джон МакРей и его 23-летний сын Мартин были арестованы в городе Меса по обвинению в убийстве Рэнди Лауфера, однако впоследствии Мартин МакРей был отпущен на свободу.
Суд над МакРеем начался в сентябре 1998 года. Так как очевидных улик, изобличающих его в убийстве Лауфера не существовало,  прокуратура на судебном процессе использовала доказательства из предыдущего судебного процесса МакРея по обвинению в убийстве Джозефа Хауси. Обвинение доказывало, что в обоих случаях преступник продемонстрировал выраженный ему образ действия.  В обоих случаях Джон МакРей был последним человеком, которого видели с жертвой. На телах жертв имелись многочисленные порезы. Оба убитых были похоронены недалеко от дома МакРея. Джон  принимал участие в поисках пропавших без вести, которые впоследствии были обнаружены убитыми.
В конечном итоге в декабре 1998 года МакРей был признан виновным в убийстве Рэнди Лауфера и получил в качестве наказания пожизненное лишение свободы без права на условно-досрочное освобождение.
После осуждения адвокаты МакРея подали апелляцию на основании того, что предоставленный ему государством адвокат на судебном процессе не в полной мере исполнял свои обязанности и его помощь оказалась неэффективной. Апелляция была удовлетворена. В 2004 году  обвинительный приговор МакРея был отменен и ему было назначено новое судебное разбирательство. Повторный судебный процесс открылся 3 мая 2005 года, но Джон МакРей снова был признан виновным в совершении убийства Рэнди Лауфера, после чего суд снова приговорил его к пожизненному лишению свободы без права на условно-досрочное освобождение.

## Смерть
В начале 2000-х годов у Джона Родни МакРея начались проблемы со здоровьем. У него была диагностирована язва желудка, от осложнений которой он умер 28 июня 2005 года в тюрьме «Southern Michigan Correctional Facility» всего через 13 дней после завершения повторного судебного разбирательства.